# Acyclus inquietus
Acyclus inquietus är en hjuldjursart som beskrevs av Joseph Leidy 1882. Acyclus inquietus ingår i släktet Acyclus och familjen Atrochidae. Inga underarter finns listade i Catalogue of Life.